# Сент-луисские медведи
«Сент-луисские медведи» — серия провизориев, выпущенных почтовым отделением Сент-Луиса в 1845—1846 годах для облегчения предоплаты почтовых сборов во времена, когда почтовое ведомство США ещё не выпустило почтовые марки для обращения по всей стране. Сент-Луис, почтмейстер которого Джон М. Уаймер (John M. Wimer) был инициатором выпуска марок, стал одним из одиннадцати городов, выпускавших такие марки. «Медведи» вышли в трёх номиналах: 5, 10 и 20 центов; самая ранняя известная дата почтового штемпеля на марках этого выпуска — 13 ноября 1845 года.

## Предыстория
Использование провизориев стало целесообразным после того, как принятым Конгрессом 3 марта 1845 года законом были стандартизованы почтовые сборы по всей стране в размере 5 центов за пересылку письма обычного веса на расстояние до 300 миль (480 км), и 10 центов за пересылку письма на расстояние от 300 до 3000 миль (4830 км). (До стандартизации множество различных почтовых тарифов в разных юрисдикциях делало почтовые сборы слишком непредсказуемыми, чтобы можно было с уверенностью заранее оплатить все письма с помощью марок, поэтому почтовые расходы обычно оплачивали не отправители, а получатели писем.) Сент-Луис стал одним из одиннадцати городов США, которые выпустили эти так называемые почтмейстерские провизории, при этом — из-за удаленности от населенных пунктов Атлантического океана — единственным городом, выпустившим провизории номиналом более 10 центов. Кроме того, ни один из десяти других городов не создал столь амбициозный по своему визуальному содержанию рисунок провизория (несмотря на его кустарное художественное воплощение). Некоторые провизории были просто оттисками резиновых штампов; на других были выгравированные буквы и цифры и/или факсимиле подписей; на двух были портреты Джорджа Вашингтона, один из них — «Провизорий почтмейстера Нью-Йорка» — с большим мастерством был выгравирован фирмой, специализирующейся на изготовлении банкнот. Использование провизориев в США прекратилось после появления 1 июля 1847 года государственных почтовых марок.
В газете Missouri Republican 5 ноября 1845 года появилось следующее объявление:

МАРКИ ДЛЯ ПИСЕМ. Г-н Уаймер, почтмейстер, подготовил серию марок для писем, или скорее знаков, для наклеивания на письма, указывающих, что почтовый сбор был оплачен. В этом он последовал плану, принятому почтмейстером Нью-Йорка и других городов. На этих марках выгравирован герб Миссури, их номиналы — пять и десять центов. Они изготовлены таким образом, чтобы их можно было наклеить на письмо подобно облатке, и будут очень удобны для торговцев и всех, кому приходится отправлять множество писем с оплаченными почтовыми расходами, поскольку избавляют от необходимости осуществления оплаты в почтовом отделении. Они будут продаваться так же, как на востоке, а именно: шестнадцать пятицентовых марок и восемь десятицентовых марок на один доллар. Рекомендуем торговцам и другим лицам испытать их.

## Рисунок, изготовление и обращение
Марки получили название «медведи» из-за изображения на них: рисунок Большой печати штата Миссури, на котором два стоящих медведя держат геральдический диск с лозунгом «Unite[d] we stand[,] divide[d] we fall» («В единстве сила»). Рисунок призван показать, что заключенные в квадратные скобки конечные буквы «d» прикрыты лапами медведей, но не достигает этой цели, поскольку художник неправильно рассчитал расстояние между буквами. Третий медведь различим внутри диска (в левом нижнем квадранте), который также содержит полумесяц и изображение герба США. На ленте под ногами медведей изображен девиз штата Миссури: «Salus populi suprema lex esto» («Да будет благо народа высшим законом»).
«Сент-луисские медведи» печатались с медного клише с шестью изображениями, расположенными в два вертикальных ряда по три, выполненными местным гравёром Дж. М. Кершоу (J. M. Kershaw). Клише было из тех, что предназначены для изготовления визитных карточек; и ещё один импровизационный аспект изготовления заключается в том, что каждая из шести марок на клише была выгравирована индивидуально, в результате чего среди них нет двух одинаковых: марка каждого номинала существует в чётко различающихся вариантах. (Это значительно отличается от продвинутой технологии, использованной при печати провизория почтмейстера Нью-Йорка, который был напечатан с клише, содержащего идентичные изображения, воспроизведённые с одного штампа.) Хотя клише марок Сент-Луиса использовалось всего полтора года, оно было модифицировано дважды. В своем первоначальном виде оно служило для изготовления только марок номиналом 5 и 10 центов (первые в левом вертикальном ряду, вторые — в правом). В какой-то момент в 1846 году почтмейстер решил, что полезна будет марка номиналом 20 центов, и изменил два верхних левых изображения, заменив «5» на «20». После того, как был накоплен достаточный запас марок номиналом 20 центов, клише было снова изменено, чтобы восстановить первоначальный номинал 5 центов. Известно, что первыми двумя тиражами было выпущено 2 000 марок номиналом 5 центов, 3 000 марок номиналом 10 центов и 1 000 марок номиналом 20 центов; итоговый тираж, вероятно, добавил к общему количеству 1500 марок номиналом 5 центов и 1500 марок номиналом 10 центов.
«Использование этих почтмейстерских марок Сент-Луиса было совершенно необязательным, и они так и не стали очень популярными. Автор изучил ряд папок с письмами, отправленными из Сент-Луиса в 1845, 1846 и 1847 годах, и не нашёл на них ни одной марки.» Большая часть «Сент-луисских медведей», очевидно, была приобретена двумя фирмами — частным банком Nisbet & Co. и фирмой оптовой торговли галантерейными товарами Crow & McCreery — которые использовали их для деловой переписки, а также предоставляли их своим работникам и членам их семей для отправки частных писем.

## Обнаружение
Первое известное упоминание «Сент-луисских медведей» в филателистической литературе произошло в 1873 году, но лишь немногие экземпляры этих марок были известны до 1895 года, когда уборщик в здании суда штата Кентукки в Луисвилле обнаружил целое сокровище из 137 «Сент-луисских медведей», сжигая документы в печи. Их подлинность была подтверждена известным филателистическим экспертом Чарльзом Хэвилендом Мекиллом, что позволило ему подтвердить существование марки номиналом 20 центов (некоторые эксперты полагали, что несколько ранее известных экземпляров являются подделками). В то время Мекилл смог написать: «Ни одна марка в мире не стоила той цены, по которой были куплены некоторые марки Сент-Луиса». С тех пор появилось ещё больше «Сент-луисских медведей», при этом их цены намного обошли более редкие филателистические раритеты; тем не менее, они остаются впечатляюще редкими, особенно марки номиналом 20 центов. При этом почти все они находятся в очень плохом состоянии. Наиболее распространённые разновидности «Сент-луисских медведей» номиналом 5 и 10 центов (на зеленоватой бумаге) оцениваются в каталоге Скотта в 8 тысяч долларов в гашеном виде, а номиналом 20 центов на серо-сиреневой бумаге указаны по цене 50 тысяч долларов. Экземпляры, напечатанные на бумаге других типов, — ещё дороже.